# Special Delivery (film 1999)
Special Delivery è un film del 1999 diretto da Kenneth A. Carlson.

## Trama
L'avvocato Ally Matherson inizia a sentire una voce appartenente a un angelo che si chiama Gabby, sfidando la sua fede e quella di coloro che gli stanno intorno.